# Олд Вилладж (Монро, Мичиган)
Исторический район «Олд Вилладж» (дословно — «старый посёлок»; англ. Old Village Historic District, Monroe, Michigan) — коммерческий и жилой исторический район, расположенный в центре города Монро, штат Мичиган; являясь самой старой частью города, он начал заселяться в 1817 году; был внесен в список исторических памятников штата и добавлен в Национальный реестр исторических мест США 6 мая 1982 года.